# Hayling Island
Die Gemeinde Hayling Island liegt im Süden von Hampshire in England zwischen Portsmouth im Westen und Chichester im Osten. Die Insel am Solent, die zum Borough Havant gehört, teilt sich in die beiden Wards Hayling East und Hayling West. Die größte Ansiedlung auf der Insel trägt den Namen Mengham. Die Insel zählt ungefähr 16.000 Einwohner.
Bereits im 2. Jahrhundert stand hier ein zum Noviomagus Regnorum gehörender Tempel.
Das milde Seeklima und verschiedene Übernachtungsmöglichkeiten prägen den Ort als Naherholungsraum. Heute befinden sich die Kleinbahn East Hayling Light Railway und der Vergnügungspark Klondike Gold Mine auf der Insel. Zudem finden regelmäßig Segelwettbewerbe vor der Insel statt, zu der sogar die 470er-Segel-Europameisterschaft 1996 zu zählen ist.
Mit der französischen Gemeinde Gorron im Département Mayenne besteht seit 2000 eine Partnerschaft.
In den 60er Jahren des 20. Jahrhunderts arbeitete der Status-Quo-Sänger Rick Parfitt als Animateur im Sunshine Holiday Club auf Hayling Island.

## Persönlichkeiten
- George Kennedy Allen Bell (1883–1958), Bischof
- Marjorie Bowen (1885–1952), Schriftstellerin
- Simon Gray (1936–2008), Dramatiker
- Peter Harris (1925–2003), Fußballer
- Henry Bradwardine Jackson (1855–1929), Admiral
- Herbert Arnould Olivier (1861–1952), Maler
- Frank Southall (1904–1964), Radrennfahrer